# Chas Newby
Charles Newby (18 tháng 6 năm 1941 – 22 tháng 5 năm 2023) là một nhạc sĩ người Anh từng là tay bass trong một thời gian ngắn của The Beatles trong một số hợp đồng biểu diễn vào tháng 12 năm 1960, trong khi Stuart Sutcliffe vẫn đang ở Hamburg để tập trung vào sự nghiệp âm nhạc của mình.

## Sự nghiệp
Khi The Beatles trở về từ Tây Đức lần đầu tiên, họ đang thiếu một nghệ sĩ để chơi bass guitar. Pete Best gợi ý đến Chas Newby. Newby đã từng tham gia The Black Jacks (nhóm của Best), và hiện đang theo học đại học; tuy nhiên, anh đang đi nghỉ nên đã đồng ý chơi với The Beatles.
Newby đã xuất hiện cùng The Beatles trong bốn lần tham gia vào tháng 12 năm 1960 (17 tháng 12, Câu lạc bộ Casbah, Liverpool; 24 tháng 12, Phòng khiêu vũ Grosvenor, Liscard; 27 tháng 12, Tòa thị chính Litherland; 31 tháng 12, Câu lạc bộ Casbah). John Lennon đề nghị anh nên đến Tây Đức cho chuyến đi thứ hai của The Beatles, nhưng Newby đã chọn trở lại trường đại học. Sau khi Lennon và George Harrison đều từ chối chuyển sang guitar bass, Paul McCartney, người từng chơi guitar và piano, bất đắc dĩ phải trở thành tay bass của ban nhạc.

## Đời tư
Newby dạy toán tại Trường trung học Droitwich Spa ở Droitwich Spa và hiện đang sống tại Alcester, nơi anh làm trong một nhóm từ thiện, the Racketts. Kể từ năm 2016, Newby đã biểu diễn với tư cách là thành viên của The Quarrymen, ban nhạc tiền thân của The Beatles.